# Aotus miconax
Aotus miconax là một loài động vật có vú trong họ Aotidae, bộ Linh trưởng. Loài này được Thomas mô tả năm 1927.